# Волчата (Омутнинский район)
Волчата — деревня в Омутнинском районе Кировской области. Входит в Вятское сельское поселение.

## География
Находится на правобережье Вятки на расстоянии примерно 20 километров по прямой на север-северо-восток от районного центра города Омутнинск.

## История
Починок Белозерский образовался до 1710 года. В 1720 году в починке проживало 21 человек мужского пола, а в 1745 – 26 человек. В 1858 году проживало уже 188 человек. В 1891 год в починке 17 дворов с населением 112 человек. В 1926 году в деревне Волчата было 161 человек в 26-и хозяйствах. В период коллективизации был организован колхоз «Коминтерн». В конце 1950-х годов деревня в колхозе им. Кирова.

## Население
Постоянное население  составляло 3 человека (русские 100%) в 2002 году, 1 в 2010 .